# Raión de Starodub
El raión de Starodub (ruso: Староду́бский райо́н) es un distrito administrativo (raión) ruso perteneciente a la óblast de Briansk. Su forma de autogobierno local es desde 2020 la de ókrug municipal (Стародубский муниципальный округ), albergando su territorio un único ayuntamiento con sede en la capital distrital homónima; antes de 2020, esta ciudad formaba un ókrug urbano separado del raión, funcionando la ciudad como su sede administrativa distrital externa. Se ubica en el suroeste de la óblast.
En 2021, el raión tenía una población de 35 404 habitantes, de los que 17 687 vivían en la ciudad de Starodub y el resto repartidos en 149 localidades rurales, de las que solamente tres superaban los mil habitantes: el posiólok de Desiatuja (1218 habitantes) y los pueblos (siola) de Voronok (1076 habitantes) y Melensk (1021 habitantes).
El raión es fronterizo con Ucrania al sur.